# مشعر (مسورة)

تعديل مصدري - تعديل

مشعر هي إحدى قرى عزلة دثران ال علوي بمديرية مسورة التابعة لمحافظة البيضاء، بلغ تعداد سكانها 72 نسمة حسب تعداد اليمن لعام 2004.